# Сім чеснот

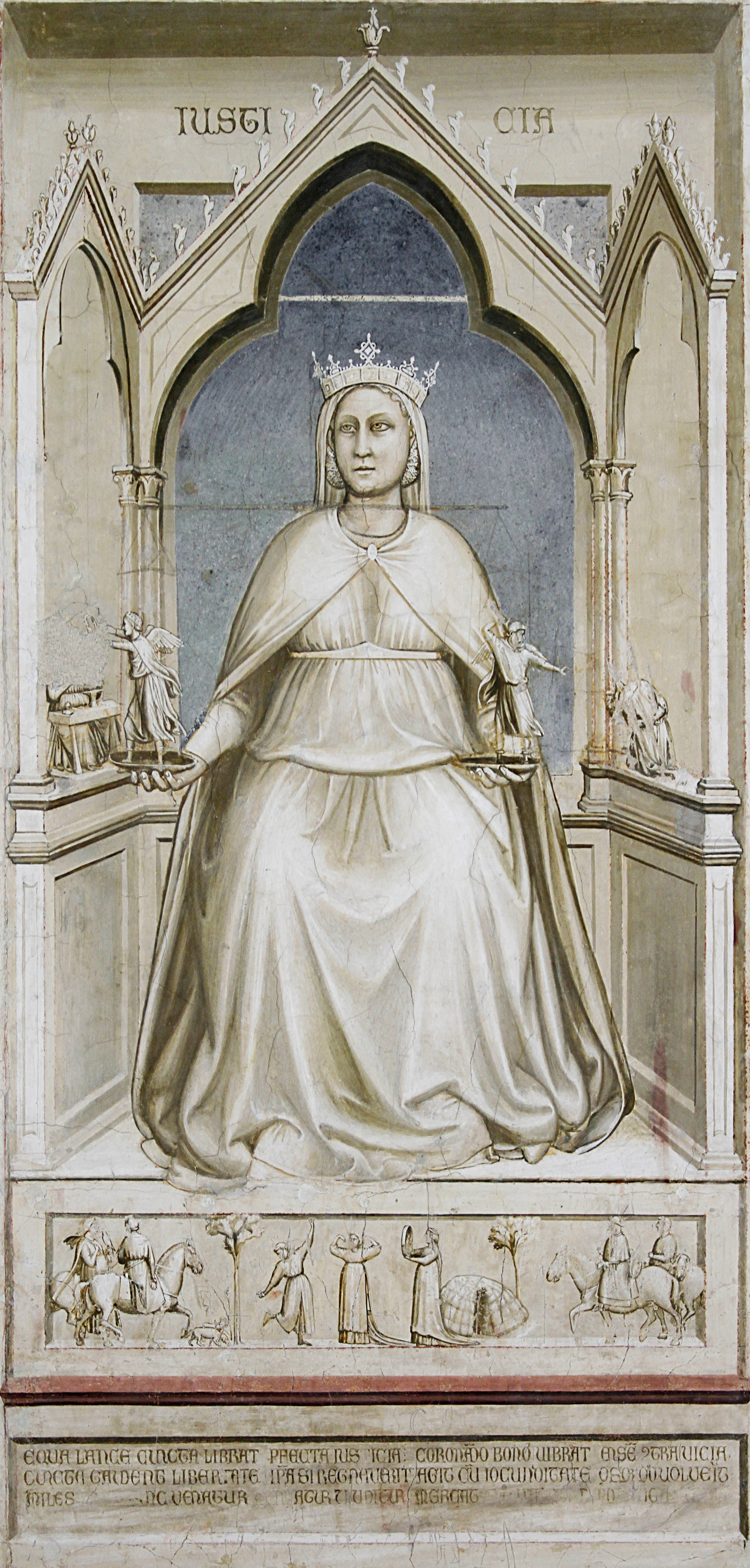
Справедливість (Justitia) в капелі Скровеньї

Сім чеснот — в західному християнстві, сукупність головних позитивних якостей характеру людини. Поділяються на кардинальні та теологічні. Традиційно протиставляються семи смертним гріхам.
Чотири кардинальні чесноти (мужність, поміркованість, розсудливість і справедливість) є, власне, кардинальними чеснотами античної етики, що вперше були виділені Есхілом (VI—V ст. до н. е.) і пізніше увійшли в пізньоантичну традицію через Платона (V—IV ст. до н. е.), Арістотеля (IV ст. до н. е.) і стоїків.
Аврелій Августин (IV—V ст.), відтворивши цю схему, додав до неї три «теологічні» чесноти, вчення про які розвивали східнохристиянські автори: віра, надія, любов.

## Список
Сім християнських чеснот з латинськими відповідниками.
- Розсудливість (лат. Prudentia)
- Мужність (лат. Fortitudo)
- Справедливість (лат. Justitia)
- Поміркованість (лат. Temperantia)
- Віра (лат. Fides)
- Надія (лат. Spes)
- Любов (лат. Caritas)

Список християнських чеснот в порядку святості, створений пізніше, як протилежний до смертних гріхів:
- Доброчесність (castitas) — хтивість (luxuria)
- Стриманість (frenum) — ненажерливість (gula)
- Щедрість (caritas) — захланність (avaritia)
- Старанність (industria) — лінивство (acedia)
- Терплячість (patientia) — гнів (ira)
- Лагідність (humanitas) — заздрість (invidia)
- Смиренність (humilitas) — гординя (superbia)